# Weddell Plain
Weddell Plain är en djuphavsslätt i Antarktis. Den ligger i havet utanför Östantarktis. Norge och Storbritannien gör anspråk på området.